# Септик

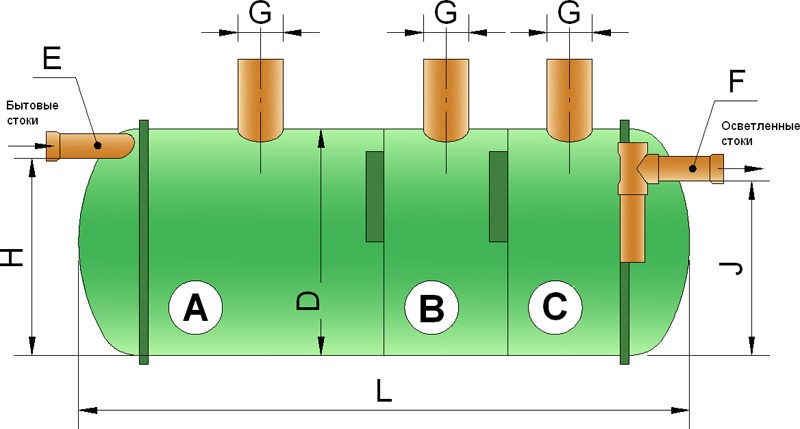
Схема одного з варіантів септика.

Се́птик — локальне очисне устаткування, що застосовується на стадії проєктування та будівництва комплексних систем локального очищення побутових і господарських стічних вод. Септик, як такий, не є закінченою очисною спорудою та застосовується відповідно до чинних норм і правил. Під час роботи цієї очисної споруди необхідне використання методів ґрунтового доочищення.
Септик є локальною очисною установкою, призначеною для збору й очищення побутових і господарських стічних вод від індивідуальних житлових будинків, об'єктів малоповерхової забудови, котеджів за відсутності центральної системи каналізації. Під час роботи очисних споруд застосовується принцип гравітаційного відстоювання та біологічного доочищення з використанням біоферментних препаратів, а також ґрунтових природних та примусових методів доочищення. 
В конструкцію включають модуль очищення води  від дисперсних домішок.
Каналізування садиб з використанням локальних очисних споруд згідно з вимогами ДБН В.2.5-64, ДБН В.2.5-75.

### Типи септиків
Септики класифікуються за різними критеріями, такими як кількість камер, матеріали виготовлення, тип очищення та способи доочищення стічних вод. Основні типи септиків:

#### Однокамерні септики
Це найпростіший тип локальних очисних споруд, який складається з однієї ємності для збору та часткового очищення стічних вод. Вони підходять для невеликих об'єктів із малою кількістю споживачів води. Основні характеристики:
- Застосовуються на дачах або в невеликих будинках.
- Використовують гравітаційне осідання для відділення твердих частинок.
- Потребують обов'язкового ґрунтового доочищення.

#### Двокамерні септики
Цей тип складається з двох відокремлених секцій, що забезпечує ефективніше очищення. Перша камера служить для осідання твердих частинок, друга — для додаткової фільтрації та часткового біологічного очищення. Особливості:
- Підвищена ефективність порівняно з однокамерними моделями.
- Підходять для житлових будинків із середньою інтенсивністю водокористування.
- Потребують регулярного очищення від мулу.

#### Трикамерні септики
Це найбільш ефективний тип традиційних септиків, який складається з трьох камер:
- Перша камера — для осідання твердих частинок і збирання грубих домішок.
- Друга камера — для часткового анаеробного розкладання органічних речовин.
- Третя камера — для подальшого очищення та підготовки води до ґрунтового доочищення.

Такі септики підходять для великих котеджів, готелів чи об’єктів із високим рівнем водоспоживання.

#### Аеробні септики (аераційні станції)
Сучасний варіант септиків, який забезпечує високий рівень очищення завдяки примусовій подачі повітря. Основні переваги:
- Ефективно видаляють органічні забруднення.
- Не потребують ґрунтового доочищення, оскільки очищена вода може використовуватися повторно, наприклад, для поливу.
- Потребують підключення до електроенергії для роботи компресора, який подає повітря.